# Brachaeluridae
Los braquelúridos (Brachaeluridae) son una familia de elasmobranquios selacimorfos del orden Orectolobiformes propios del Pacífico sudoccidental (Australia).

## Características
Son tiburones pequeños, de menos de 130 centímetros de longitud. Poseen surcos nasales con largas bárbulas, y boca pequeña y transversal situada frente a los ojos. Tienen dos aletas dorsales sin espinas, la segunda situada por delante del origen de la aleta anal y una cola precaudal mucho más corta que la cabeza y el cuerpo.

## Historia natural
Son tiburones bentónicos litorales propios de aguas templadas y tropicales que viven hasta los 110 m de profundidad. Se alimentan de peces, crustáceos, calamares y anémonas de mar. Son ovovivíparos; los embriones se alimentan solo de vitelo.

## Taxonomía
Los braquelúridos incluyen un género y dos especies actuales, según WoRMS:
- Brachaelurus waddi (Bloch & Schneider, 1801)
- Brachaelurus colcloughi Ogilby, 1908